# Juan Gil Navarro
Juan Manuel Gil Navarro (Buenos Aires, 15 agosto 1973) è un attore argentino. 
È noto per aver recitato nella telenovela Flor - Speciale come te.

## Biografia
Nasce il 15 agosto 1973 da Manuel Navarro, giornalista, e Alejandra, segretaria. Ha studiato alla scuola tedesca Rudolf Steiner Schule. Dal 1999 al 2003 è stato sposato con Melania Toia. Ha avuto una reazione con Natalia Litvak, conosciuta nel 2005, quando lui stava girando la telenovela Hombres de honor e lei lavorava come segretaria alla casa di produzione Pol-ka Producciones, si sposano il 3 agosto 2006 e divorziano legalmente nel maggio 2018.

### Carriera

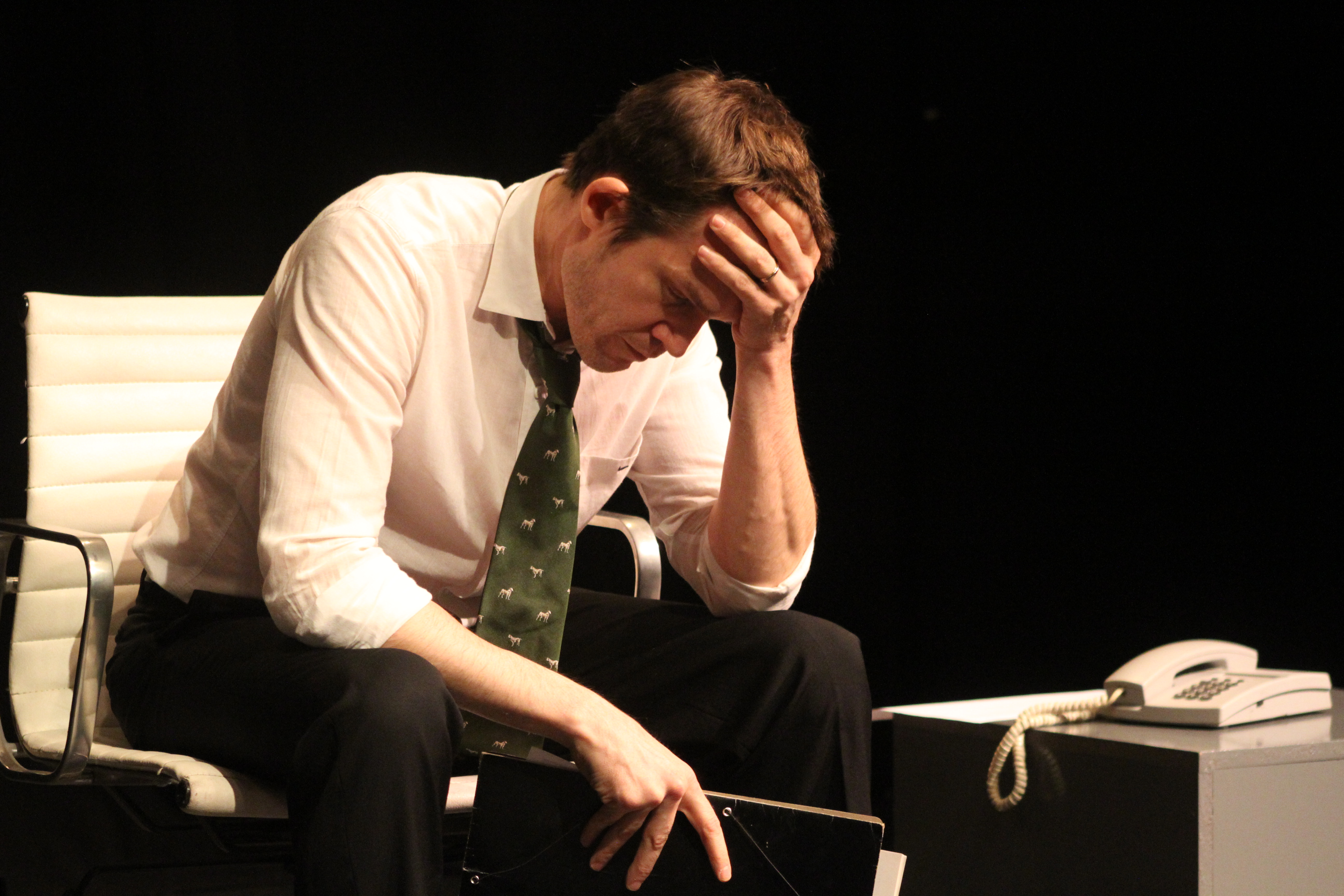
Juan Gil Navarro

Inizia la sua carriera nel 1996 con Montaña rusa, otra vuelta, sequel della telenovela Montaña rusa, nel ruolo di Micky. Dal 1997 partecipa a telenovele come De corazón, nel ruolo di Fernando, Verano del '98, nel ruolo di León. Nel 2004 recita nella telenovela Flor - Speciale come te nel ruolo del protagonista Federico Fritzenwalden, dove prende parte alla colonna sonora Floricienta y su banda, con Y así será, Y la vida e Tú, pubblicata solamente nel 2007 nella compilation Floricienta Grandes Éxitos, tutte e tre le canzoni sono interpretate insieme a Florencia Bertotti. Riprende il ruolo anche negli adattamenti teatrali Floricienta, en vivo tour del 2004-2005, e Floricienta, el tour de los sueños nel 2006-2007. Nel 2007 prende parte alla sit-com Lalola, nel ruolo di Lalo Padilla. Nel 2008 è tra i protagonisti della pluripremiata telenovela Vidas robadas nel ruolo del perfido Nicolás Duarte. Nel giugno 2010 interpreta l'antagonista Ignacio "Nacho" Fernández Gaudio nella telenovela Secretos de amor. A settembre, interpreta un ruolo speciale come cattivo, Fernando Soler/Guillermo nella telenovela Caín y Abel.
Nel 2011 interpreta Ricardo Gutiérrez nella telenovela Dance! La forza della passione, ex marito di Laura "Pekas" Redondo, interpretata da Isabel Macedo, la telenovela è stata girata in Uruguay, a Montevideo. 
Da giugno a settembre 2012 interpreta in teatro John Proctor in Il crogiuolo, di Arthur Miller, insieme a Lali Espósito, già sua collega nel 2004 in Flor - Speciale come te.

## Filmografia

### Cinema
- El día que me amen, regia di Daniel Barone (2003)
- La Inocencia de la araña, regia di Sebastián Caulier (2011)
- 2/11 Día de los muertos, regia di Ezio Massa (2012)
- El azote del diablo, regia di Pablo Bustos Sack (2018)

### Televisione
- Montaña rusa, otra vuelta – serial TV (1996)
- Sueltos – serial TV (1996)
- De corazón – serial TV (1997)
- 5 amigos – serial TV (1997-2003)
- La nocturna – serial TV (1998)
- Gasoleros – serial TV (1998)
- Verano del '98 – serial TV (1999)
- Primicias – serial TV (2000)
- Calientes – serial TV (2000)
- Cuatro amigas – serial TV (2001)
- Código negro – serial TV (2001)
- Culpables – serie TV (2001)
- El sodero de mi vida – serial TV (2001)
- ¿Quién es Alejandro Chomski? – documentario (2002)
- 1000 millones – serial TV (2002)
- Soy gitano – serial TV (2003)
- Malandras – serial TV (2003)
- Historias de sexo de gente común · serie TV (2004)
- Flor - Speciale come te (Floricienta) – serial TV, 175 episodi (2004) – Federico Fritzenwalden
- Hombres de honor – serial TV (2005)
- Al limite – serie TV (2006)
- Lalola – serial TV (2007)
- Vidas robadas – serial TV (2008)
- Secretos de amor – serial TV (2010)
- Caín y Abel – serial TV (2010)
- Decisiones de vida – serie TV (2011)
- Dance! La forza della passione (Dance!, la fuerza del corazón) – serial TV (2011)
- Maltratadas – miniserie TV, 2 episodi (2011)
- Perfidia – serie TV (2012)
- Graduados – serial TV  (2012)
- La dueña – serie TV (2012)
- Mi amor, mi amor – serial TV (2013)
- Los vecinos en guerra – serial TV (2013-2014)
- Fronteras – serial TV (2015)
- La casa del mar – miniserie TV (2016)
- La leona – serial TV (2016)
- La fragilidad de los cuerpos – miniserie TV (2017)
- Cien días para enamorarse – serial TV (2018)
- Rizhoma Hotel – serial TV, 1 episodio (2018)
- Puerta 7 – serie TV (2020)
- Submersos – serie TV (2020)
- Post mortem – serie TV (2020)
- Último primer día – serie TV (2022)
- Dos 20 – serie TV, 1 episodio (2022)
- Argentina, tierra de amor y venganza – serial TV (2023)
- En el barro – serie TV, 1 episodio (2025)

## Discografia

### Colonne sonore
- 2004 – Floricienta y su banda
- 2007 – Floricienta Grandes Éxitos

## Teatro
- Las visiones de Simón Marchard (1997)
- Ofelia y la pureza (1998)
- Las alegres mujeres de Shakespeare (2000)
- Canciones maliciosas (2000)
- Comedieta (2000)
- Fiddler on the Roof (2002)
- Cesárea (2002)
- La granada (2003)
- Floricienta, en vivo tour (2004-2005)
- Tango perdido (2005)
- Floricienta, el tour de los sueños (2006-2007)
- La discreta enamorada (2007)
- Una cierta piedad (2008)
- Algo en común (2008)
- Rey Lear (2009)
- El zoo de Cristal (2006)
- Il crogiuolo (2012)
- Cock (2013)
- Priscilla, la regina del deserto (2014)
- Deseo (2014)
- Shakespeare todos y ninguno (2016-2017)
- Eva Perón y El homosexual o la dificultad de expresarse (2017-2018)
- El ardor (2022)
- Cuidado con los perros (2022)
- Closer (2022)

## Riconoscimenti
- Premio Florencio Sánchez
  - 2001 – Miglior attore di supporto per Canciones maliciosas[10]
  - 2009 – Actor protagónico per Una cierta piedad[11]
- Premio Clarín
  - 2008 – Candidatura come actor de drama per Vidas robadas[12]
- Premio ACE
  - 2003 – Candidatura come actor de reparto en comedia y/o comedia dramática per La granada[13]
  - 2014 – Candidatura come actuación masculina en musical y/o music hall per Priscilla, la regina del deserto[14]
- Premio Hugo al Teatro Musical
  - 2014 – Candidatura come mejor actuación protagónica masculina per Priscilla, la regina del deserto[15]
- Premio Martín Fierro
  - 2006 – Candidatura come attore protagonista di telenovela per Hombres de honor[16]
  - 2009 – Candidatura come attore protagonista di telenovela per Vidas robadas[17]
  - 2013 – Candidatura come attore protagonista di telenovela per Mi amor, mi amor[18]
  - 2019 – Candidatura come actor de reparto per Cien días para enamorarse[19]

## Doppiatori italiani
Nelle versioni in italiano delle opere in cui ha recitato, Juan Gil Navarro è stato doppiato da:
- Ivano Bini in Flor - Speciale come te[20]
- Alessio Cigliano in Dance! La forza della passione[21]
- Giorgio Borghetti in Puerta 7[22]